# خورشیدگرفتگی ۱۷ ژوئن ۱۹۲۸
خورشیدگرفتگی ۱۷ ژوئن ۱۹۲۸ (به انگلیسی: Solar eclipse of June 17, 1928) یک خورشیدگرفتگی از نوع خورشیدگرفتگی جزئی است. این خورشیدگرفتگی در تاریخ ۱۷ ژوئن ۱۹۲۸ میلادی (‎۲۷ خرداد ۱۳۰۷ خورشیدی) روی داد که زمان اوج آن، ساعت ۲۰:۲۷:۲۸ به‌وقت ساعت هماهنگ جهانی بوده‌است.